# Filozofie mysli
Filosofie mysli je obor filosofie, který studuje povahu mysli, duševních schopností a vědomí a jejich vztah k fyzickému tělu, především k mozku.
Za ústřední téma filosofie mysli se obvykle považuje tzv. problém mysli a těla (též psychofyzický problém). S ním souvisí tzv. obtížný problém vědomí, který se ptá na podstatu qualií, tedy subjektivní kvality vědomí. Existují ovšem i další sporné otázky, které se netýkají vztahu mysli a fyzického těla.
Dvěma základními přístupy snažícími se řešit problém mysli a těla jsou dualismus a monismus.
Dualistický přístup lze vysledovat až k Platónovi, Aristotelovi a hinduistickým učením sánkhja a jóga. Nejjasněji byl formulován René Descartem, představitelem substančního dualismu. Substanční dualismus prohlašuje, že mysl je zásadně jiná než tělo a je na tělu nezávislá. Dualismus vlastností tvrdí, že mysl a tělo jsou vzájemně neredukovatelnými aspekty téže bytosti.
Monismus je přesvědčení, že mysl a tělo nejsou ontologicky rozdílné entity. Tento postoj zaujímal v západní filosofii nejprve Parmenides a později jej přijal Baruch Spinoza. Fyzikalismus tvrdí, že existují pouze entity obsažené ve fyzikálních teoriích, a že vědecký rozvoj nakonec umožní vysvětlit mysl v pojmech této teorie. Idealismus tvrdí, že existuje pouze mysl a že vnější svět je buď sám mentální, nebo se jedná o myslí vytvořenou iluzi. Neutrální monismus postuluje existenci nějaké další, neutrální substance, a hmotu a mysl považuje za vlastnosti této neznámé substance.
Na otázku mysli a duše navázala v moderní době filosofie umělé inteligence. Otázky, nakolik je lidské vědomí, vnímání, myšlení, emoce i duše spjata s fyzikální podstatou lidského mozku a je-li možné jej nahradit komplexním počítačovým programem, by se nyní mohly stát podstatnými pro budoucí vývoj technologií UI. Zároveň je otázka mysli aktuálním tématem pro bioetiky zabývající se otázkou práva na potrat, eutanazii, rizikovou léčbou psychiatrických poruch, léky ovlivňující vnímání či genetickým vylepšování lidí.